# Saša Bjelanović
Saša Bjelanović (Zara, 11 giugno 1979) è un dirigente sportivo ed ex calciatore croato, di ruolo attaccante, direttore sportivo dell'Istria.

## Biografia
Possiede il passaporto italiano in virtù di una nonna triestina.

## Carriera

### Giocatore

#### Club

##### Gli anni in Croazia, l'approdo a Como e i vari prestiti
Cresce nelle giovanili dello Zadar. A vent'anni può già vantare 76 presenze e 18 reti con il suo club d'appartenenza. Nell'estate 1999 firma per il Dinamo Zagabria dove disputa una sola presenza prima di trasferirsi all'Istra Pula, dove scende in campo 14 volte e segna 4 reti. Nel 2000-2001 cambia nuovamente casacca e approda al Varteks Varazdin dove in 31 partite segna 12 reti. Nel 2001-2002 riesce ad andare in gol per 15 volte in 20 partite, e l'anno successivo viene messo sotto contratto dal Como, in Serie A. Con i lariani fa il suo esordio in Serie A il 14 settembre 2002 in Como-Empoli 0-2. L'8 dicembre arriva anche il primo gol in Serie A che all'88' di Modena-Como fissa il punteggio sul definitivo 1-1. Scende in campo per un totale di 15 partite e segna 2 reti prima di essere ceduto al ChievoVerona nel mercato di gennaio. Il successivo 16 luglio viene ceduto in prestito al Perugia dove vince l'Intertoto.

##### Genoa, Lecce, Ascoli e Torino
Il 30 agosto però, si trasferisce in Serie B al Genoa, dove in 41 partite segna 12 reti. Nel 2004-2005 approda nuovamente in Serie A, stavolta nel Lecce, squadra con cui gioca 22 partite segnando 5 reti. Nel 2005-2006 viene ceduto all'Ascoli dove in 31 partite segna 4 reti, nella stagione 2006-2007 gioca ancora nella squadra bianconera realizzando 7 reti in 26 presenze. Il 21 giugno 2007 lascia l'Ascoli per approdare al Torino in compartecipazione. Al termine della stagione (19 presenze e nessun gol), il Torino lo riscatta alle buste per 60.000 euro (che si aggiungono al milione circa dell'anno precedente). Il 7 agosto 2008 passa al L.R. Vicenza, in serie B, in prestito con diritto di riscatto fissato a un milione. Esordisce con la maglia del Vicenza, in Coppa Italia, giocando contro il Monza, partita finita 3-0 per il Vicenza, dove Bjelanović firma una doppietta. La prima doppietta in campionato arriva il 23 settembre a Pisa contribuendo alla prima vittoria in campionato.

##### Vicenza, Cluj e Atalanta
Il 26 giugno 2009 passa al Vicenza, acquistato a titolo definitivo dal Torino a fronte della compartecipazione di Nicolás Gorobsov e conguaglio a favore dei berici di circa 300 000 euro. Dopo il biennio vicentino (nel quale realizza un totale di 20 gol in serie B e 2 gol in Coppa Italia), il 23 giugno 2010 viene acquistato dai romeni del CFR Cluj voluto dall'allenatore Andrea Mandorlini. Con i rumeni conquista il 18 luglio la Supercoppa di Romania dopo aver battuto ai calci di rigore l'Unirea Urziceni. La prima rete in campionato con la casacca amaranto avviene il 13 agosto contro il Timişoara (partita poi persa dal Cluj 3 a 2) mentre il 28 settembre esordisce in Champions League allo Stadio Olimpico di Roma.
Il 27 gennaio 2011 viene acquistato a titolo definitivo dall'Atalanta. Disputa la sua prima partita con la squadra bergamasca il 19 febbraio 2011 contro la Reggina, subentrando nella ripresa a Marilungo.. Segna la prima rete con la maglia nerazzurra l'11 aprile contro il Modena, regalando una vittoria alla squadra orobica portandola in vantaggio a due minuti dalla fine. Conclude la stagione con 10 presenze e con la vittoria del campionato cadetto.

##### Verona, Varese, Messina e Pordenone
Il 31 agosto, dopo aver svolto l'intero ritiro pre-stagionale con la squadra orobica, passa a titolo definitivo al Verona, ritrovando il suo vecchio tecnico ai tempi del CFR Cluj, Andrea Mandorlini. Il 4 settembre 2011 esordisce da titolare nella gara casalinga Verona-Sassuolo (1-0). In campionato colleziona 25 presenze e 5 gol. Il 2 settembre 2012, ai margini della rosa scaligera, ritorna ai rumeni del CFR Cluj a un anno e mezzo di distanza. Dopo essersi svincolato dai rumeni, per la stagione 2013-2014 si lega al Varese con cui sigla 4 gol in 22 partite.
Il 17 luglio 2014 firma per la squadra siciliana del Messina in Lega Pro ma già il 22 dicembre, dopo sole 9 presenze e 2 gol, rescinde il contratto. Il 27 dicembre 2014 firma per la società friulana Pordenone, sempre militante in Lega Pro. A fine stagione annuncia il ritiro dal calcio giocato.

#### Nazionale
Bjelanović ha giocato in quasi tutte le Nazionali giovanili del suo paese, disputando nel 1999 il Mondiale Under-20 disputando una sola partita ma riuscendo a finire sul tabellino dei marcatori.
Ha debuttato in nazionale maggiore il 9 febbraio 2005 subentrando nella ripresa nell'incontro amichevole contro Israele che finì con il punteggio di 3-3. Un mese più tardi fa parte della selezione per disputare le qualificazioni della Coppa del mondo 2006 contro Islanda e Malta senza però venire impiegato in entrambi gli incontri.

### Dopo il ritiro
Nell'agosto del 2015 diventa responsabile dell'area scouting dell'Hajduk Spalato.
Nel novembre 2015 ottiene il diploma di direttore sportivo ad indirizzo tecnico al Centro Tecnico Federale di Coverciano.
Il 13 giugno 2017 inizia a Coverciano il corso da allenatore professionista categoria UEFA A che abilita ad allenare formazioni giovanili e squadre fino alla Lega Pro e consente anche di fare l'allenatore in seconda in Serie A e B. Il 7 settembre seguente supera con esito positivo l'esame di fine corso.
Il 25 maggio 2018 diventa il nuovo direttore sportivo dell'Hajduk.

## Statistiche

### Presenze e reti nei club
| Stagione                | Squadra                 | Campionato              | Campionato | Campionato | Coppe nazionali | Coppe nazionali | Coppe nazionali | Coppe continentali | Coppe continentali | Coppe continentali | Altre coppe | Altre coppe | Altre coppe | Totale | Totale |
| Stagione                | Squadra                 | Comp                    | Pres       | Reti       | Comp            | Pres            | Reti            | Comp               | Pres               | Reti               | Comp        | Pres        | Reti        | Pres   | Reti   |
| ----------------------- | ----------------------- | ----------------------- | ---------- | ---------- | --------------- | --------------- | --------------- | ------------------ | ------------------ | ------------------ | ----------- | ----------- | ----------- | ------ | ------ |
| 1996-1997               | Zadar                   | 1.HNL                   | 18         | 6          | CC              | 0               | 0               | -                  | -                  | -                  | -           | -           | -           | 18     | 6      |
| 1997-1998               | Zadar                   | 1.HNL                   | 28         | 7          | CC              | 2               | 2               | -                  | -                  | -                  | -           | -           | -           | 30     | 9      |
| 1998-1999               | Zadar                   | 1.HNL                   | 31         | 6          | CC              | 2               | 1               | -                  | -                  | -                  | -           | -           | -           | 33     | 7      |
| Totale Zadar            | Totale Zadar            | Totale Zadar            | 77         | 19         |                 | 4               | 3               |                    | -                  | -                  |             | -           | -           | 81     | 22     |
| set.-nov. 1999          | Dinamo Zagabria         | 1. HNL                  | 1          | 0          | CC              | -               | -               | UCL                | -                  | -                  | -           | -           | -           | 1      | 0      |
| nov. 1999-2000          | Pula                    | 1. HNL                  | 14         | 4          | CC              | 0               | 0               | -                  | -                  | -                  | -           | -           | -           | 14     | 4      |
| 2000-2001               | Varteks Varazdin        | 1. HNL                  | 31         | 12         | CC              | 4               | 2               | -                  | -                  | -                  | -           | -           | -           | 35     | 14     |
| 2001-2002               | Varteks Varazdin        | 1. HNL                  | 20         | 15         | CC              | 1               | 2               | CU                 | 6                  | 7                  | -           | -           | -           | 27     | 24     |
| Totale Varteks Varazdin | Totale Varteks Varazdin | Totale Varteks Varazdin | 51         | 27         |                 | 5               | 4               |                    | 6                  | 7                  |             | -           | -           | 62     | 38     |
| 2002-gen. 2003          | Como                    | A                       | 15         | 2          | CI              | 2               | 0               | -                  | -                  | -                  | -           | -           | -           | 17     | 2      |
| gen.-giu. 2003          | Chievo                  | A                       | 12         | 4          | CI              | -               | -               | CU                 | -                  | -                  | -           | -           | -           | 12     | 4      |
| ago. 2003               | Perugia                 | A                       | -          | -          | CI              | -               | -               | Int                | 1                  | 0                  | -           | -           | -           | 1      | 0      |
| ago. 2003-2004          | Genoa                   | B                       | 41         | 12         | CI              | 1               | 0               | -                  | -                  | -                  | -           | -           | -           | 42     | 12     |
| 2004-2005               | Lecce                   | A                       | 22         | 5          | CI              | 2               | 1               | -                  | -                  | -                  | -           | -           | -           | 24     | 6      |
| 2005-2006               | Ascoli                  | A                       | 31         | 4          | CI              | -               | -               | -                  | -                  | -                  | -           | -           | -           | 31     | 4      |
| 2006-2007               | Ascoli                  | A                       | 26         | 7          | CI              | 2               | 1               | -                  | -                  | -                  | -           | -           | -           | 28     | 8      |
| Totale Ascoli           | Totale Ascoli           | Totale Ascoli           | 57         | 11         |                 | 2               | 1               |                    | -                  | -                  |             | -           | -           | 59     | 12     |
| 2007-2008               | Torino                  | A                       | 19         | 0          | CI              | 3               | 0               | -                  | -                  | -                  | -           | -           | -           | 22     | 0      |
| 2008-2009               | L.R. Vicenza            | B                       | 39         | 12         | CI              | 2               | 2               | -                  | -                  | -                  | -           | -           | -           | 41     | 14     |
| 2009-2010               | L.R. Vicenza            | B                       | 35         | 8          | CI              | 0               | 0               | -                  | -                  | -                  | -           | -           | -           | 35     | 8      |
| Totale Vicenza          | Totale Vicenza          | Totale Vicenza          | 74         | 20         |                 | 2               | 2               |                    | -                  | -                  |             | -           | -           | 76     | 22     |
| 2010-gen. 2011          | CFR Cluj                | Liga I                  | 13         | 3          | CR              | 1               | 1               | UCL                | 4                  | 0                  | SR          | 1           | 0           | 19     | 4      |
| gen.-giu. 2011          | Atalanta                | B                       | 10         | 1          | CI              | -               | -               | -                  | -                  | -                  | -           | -           | -           | 10     | 1      |
| 2011-2012               | Verona                  | B                       | 24+1       | 5          | CI              | 1               | 0               | -                  | -                  | -                  | -           | -           | -           | 26     | 5      |
| ago.-set. 2012          | Verona                  | B                       | 1          | 0          | CI              | 1               | 1               | -                  | -                  | -                  | -           | -           | -           | 2      | 1      |
| Totale Verona           | Totale Verona           | Totale Verona           | 25+1       | 5          |                 | 2               | 1               |                    | -                  | -                  |             | -           | -           | 28     | 6      |
| set. 2012-2013          | CFR Cluj                | Liga I                  | 14         | 4          | CR              | 3               | 1               | UCL+UEL            | 2+1                | 0                  | -           | -           | -           | 20     | 5      |
| Totale Cluj             | Totale Cluj             | Totale Cluj             | 27         | 7          |                 | 4               | 2               |                    | 7                  | 0                  |             | 1           | 0           | 39     | 9      |
| 2013-2014               | Varese                  | B                       | 22         | 4          | CI              | 1               | 0               | -                  | -                  | -                  | -           | -           | -           | 23     | 4      |
| ago.-dic. 2014          | Messina                 | LP                      | 10         | 2          | CI+CI-LP        | 0+1             | 0               | -                  | -                  | -                  | -           | -           | -           | 11     | 2      |
| gen.-giu. 2015          | Pordenone               | LP                      | 10+2       | 1          | CI-LP           | -               | -               | -                  | -                  | -                  | -           | -           | -           | 12     | 1      |
| Totale carriera         | Totale carriera         | Totale carriera         | 490        | 124        |                 | 29              | 14              |                    | 14                 | 7                  |             | 1           | 0           | 534    | 145    |

### Cronologia presenze e reti in nazionale
| Cronologia completa delle presenze e delle reti in nazionale ― Croazia | Cronologia completa delle presenze e delle reti in nazionale ― Croazia | Cronologia completa delle presenze e delle reti in nazionale ― Croazia | Cronologia completa delle presenze e delle reti in nazionale ― Croazia | Cronologia completa delle presenze e delle reti in nazionale ― Croazia | Cronologia completa delle presenze e delle reti in nazionale ― Croazia | Cronologia completa delle presenze e delle reti in nazionale ― Croazia | Cronologia completa delle presenze e delle reti in nazionale ― Croazia |
| Data                                                                   | Città                                                                  | In casa                                                                | Risultato                                                              | Ospiti                                                                 | Competizione                                                           | Reti                                                                   | Note                                                                   |
| ---------------------------------------------------------------------- | ---------------------------------------------------------------------- | ---------------------------------------------------------------------- | ---------------------------------------------------------------------- | ---------------------------------------------------------------------- | ---------------------------------------------------------------------- | ---------------------------------------------------------------------- | ---------------------------------------------------------------------- |
| 9-2-2005                                                               | Gerusalemme                                                            | Israele                                                                | 3 – 3                                                                  | Croazia                                                                | Amichevole                                                             | -                                                                      | 77’                                                                    |
| Totale                                                                 |                                                                        | Presenze                                                               | 1                                                                      |                                                                        | Reti                                                                   | 0                                                                      |                                                                        |

| Cronologia completa delle presenze e delle reti in nazionale ― Croazia under 21 | Cronologia completa delle presenze e delle reti in nazionale ― Croazia under 21 | Cronologia completa delle presenze e delle reti in nazionale ― Croazia under 21 | Cronologia completa delle presenze e delle reti in nazionale ― Croazia under 21 | Cronologia completa delle presenze e delle reti in nazionale ― Croazia under 21 | Cronologia completa delle presenze e delle reti in nazionale ― Croazia under 21 | Cronologia completa delle presenze e delle reti in nazionale ― Croazia under 21 | Cronologia completa delle presenze e delle reti in nazionale ― Croazia under 21 |
| Data                                                                            | Città                                                                           | In casa                                                                         | Risultato                                                                       | Ospiti                                                                          | Competizione                                                                    | Reti                                                                            | Note                                                                            |
| ------------------------------------------------------------------------------- | ------------------------------------------------------------------------------- | ------------------------------------------------------------------------------- | ------------------------------------------------------------------------------- | ------------------------------------------------------------------------------- | ------------------------------------------------------------------------------- | ------------------------------------------------------------------------------- | ------------------------------------------------------------------------------- |
| 24-4-2001                                                                       | Čakovec                                                                         | Croazia under 21                                                                | 2 – 2                                                                           | Grecia under 21                                                                 | Amichevole                                                                      | -                                                                               |                                                                                 |
| 5-10-2001                                                                       | Velika                                                                          | Croazia under 21                                                                | 1 – 0                                                                           | Belgio under 21                                                                 | Qual. Europeo Under-21 2002                                                     | -                                                                               | 60’                                                                             |
| 10-11-2001                                                                      | Spalato                                                                         | Croazia under 21                                                                | 1 – 1                                                                           | Rep. Ceca under 21                                                              | Qual. Europeo Under-21 2002                                                     | -                                                                               | 87’                                                                             |
| 13-11-2001                                                                      | Teplice                                                                         | Rep. Ceca under 21                                                              | 0 – 0                                                                           | Croazia under 21                                                                | Qual. Europeo Under-21 2002                                                     | -                                                                               | 63’ 74’                                                                         |
| Totale                                                                          |                                                                                 | Presenze                                                                        | 4                                                                               |                                                                                 | Reti                                                                            | 0                                                                               |                                                                                 |

## Palmarès

### Club

#### Competizioni nazionali
- Campionato croato: 2

Dinamo Zagabria: 1997-1998, 1998-1999
- Coppa di Croazia: 1

Dinamo Zagabria: 1997-1998
- Supercoppa di Romania: 1

Cluj: 2010
- Campionato italiano di Serie B: 1

Atalanta: 2010-2011

#### Competizioni internazionali
- Coppa Intertoto UEFA: 1

Perugia: 2003

### Individuale
- Capocannoniere della Coppa di Croazia: 1

2001-2002 (3 reti)